# Ordines Romani
Les Ordines Romani ("Ordres romains" en latin ; au singulier : Ordo Romanus) sont des collections de documents comportant des rubriques pour différents services liturgiques du rite romain, dont celui de la Messe. Il existe à ce jour environ 50 Ordines Romani reconnus.

## Divisions
| Service liturgique   | Ordines Romani             |
| -------------------- | -------------------------- |
| Messe                | Ordo I, VII, IX-X, XV-XVII |
| Baptême              | Ordo XI, XXII-XXIV and XXV |
| Ordination           | Ordo XXXIV-XXXV, et XXXIX. |
| Funérailles          | Ordo XLIV                  |
| Dédicace (cérémonie) | Ordo XLI-XLIII             |